# Henk Hofstede

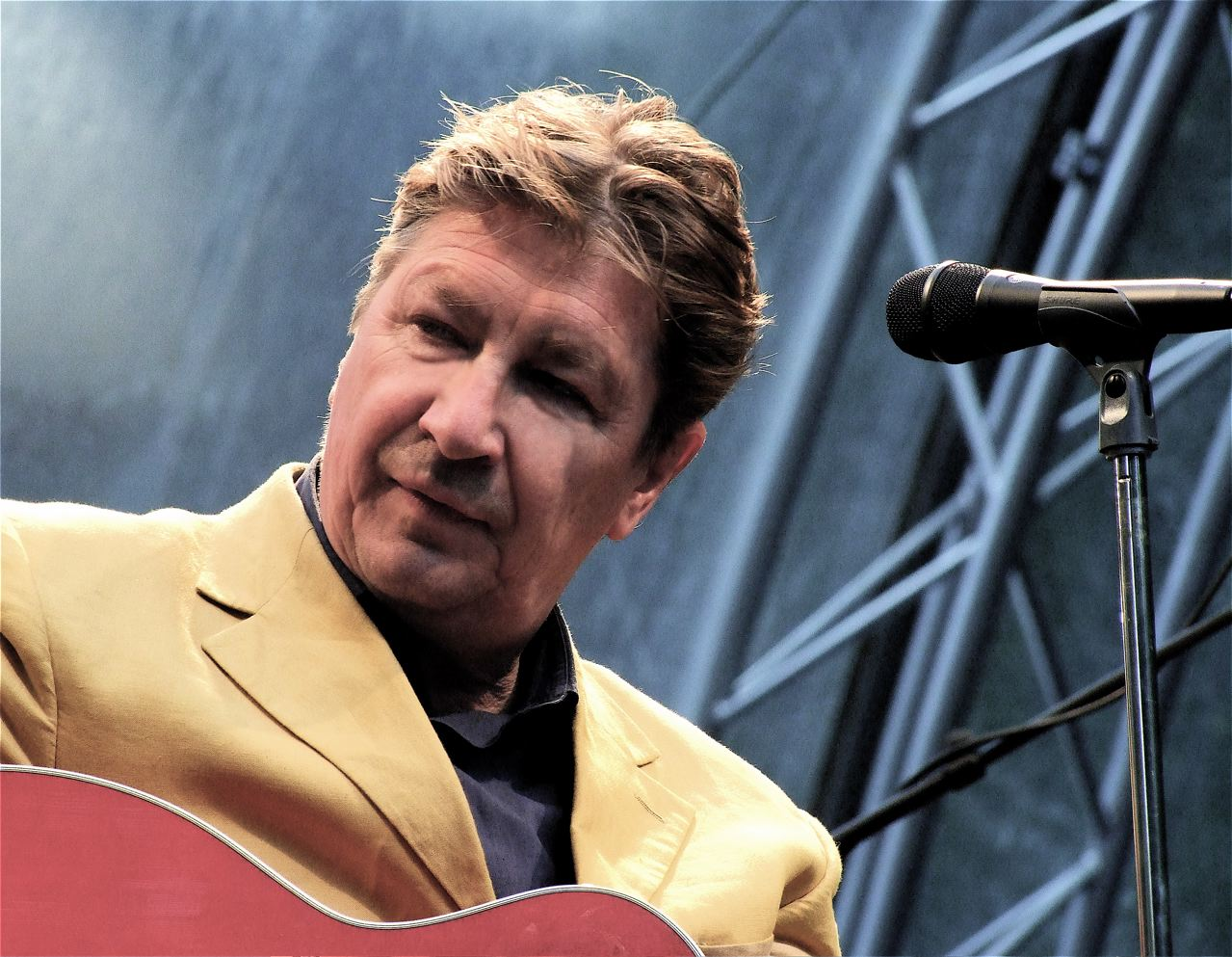
Henk Hofstede

Henk Hofstede (* 20. September 1951 in Amsterdam) ist ein niederländischer Songwriter, Musiker und bildender Künstler. Bekannt ist er vor allem als Sänger der Band Nits.

## Leben
Hofstede wuchs in Ost-Amsterdam als Sohn eines Bauunternehmers auf. Im Alter von acht Jahren begann er, mit Freunden Popmusik zu spielen. Er studierte Kunst an der Gerrit Rietveld Academie in Amsterdam. 1974 gründete er mit Michiel Peters und Rob Kloet die Band The Nits. Er ist deren Sänger, Gitarrist und Hauptsongwriter, zudem spielt er auch weitere Instrumente. Hofstedes professionelles Interesse an Malerei und Bildhauerei schlägt sich oft in den Texten der Nits nieder (A Touch Of Henry Moore, Vermilion Pencil, Tons Of Ink). In seinen Texten beschwört er oft eine erstarrte surreale Atmosphäre eines imaginären Holland herauf, die doch durch humoristische und absurde Elemente fröhlich und menschlich erscheint.
Im Jahr 2002 veröffentlichte Hofstede sein erstes Soloalbum, das Lieder zu der Installation Het draagbare huis (das tragbare Haus) umfasst. Het draagbare huis war eine Auftragsarbeit des Lyoner Musée d’Art Contemporain anlässlich der dortigen Biennale 2001.
Unter dem Alter Ego des fiktiven Sängers Henrik Johånsen, einer rustikalen Parodie eines obskuren vergessenen New-Wave-Musikers aus Südschweden, veröffentlichte er die CD Vacker utsikt mit vertonten Texten eines Schwedischlehrbuches.
Seit 2002 trägt Henk Hofstede regelmäßig zu CDs des Schweizer Komponisten Simon Ho alias Simon Hostettler bei. Before Sleep (2002), If (2005) und Normal Sunday – live (2006) sind Dokumente der Zusammenarbeit zwischen Hofstede und einigen andern (Ex-)Mitgliedern der Nits, der Schweizer Band Simon Hos und – auf den letzten beiden CDs – den Sängerinnen der finnischen Folk-Pop-Gruppe Värttinä.
Im Jahr 2006 gründete Hofstede das Avalanche Quartet, eine Formation, in welcher er zusammen mit Pim Kops, Arwen Linnemann und Marjolein van der Klauw Songs von Leonard Cohen interpretiert. Von diesem Projekt erschien die CD Leonard Cohen Songs.
Das Album Aardige jongens vom August 2008 ist in Zusammenarbeit mit den niederländischen Musikern Frank Boeijen und Henny Vrienten entstanden.
Im September 2010 trat das Ho Orchestra mit einem neuen Programm in der Schweiz auf. Das Spoon River Project ist eine Vertonung der Prosagedichte von Edgar Lee Masters durch Hofstede und Hostettler.